# Миндрешть-Мунтень
Миндрешть-Мунтень, Миндрешті-Мунтені (рум. Mândrești-Munteni) — село у повіті Вранча в Румунії. Адміністративно підпорядковане місту Фокшани.
Село розташоване на відстані 165 км на північний схід від Бухареста, 4 км на південний схід від Фокшан, 67 км на північний захід від Галаца, 126 км на схід від Брашова.

## Населення
За даними перепису населення 2002 року у селі проживали 1173 особи, усі — румуни. Усі жителі села рідною мовою назвали румунську.